# Băzăvani
Băzăvani – wieś w Rumunii, w okręgu Gorj, w gminie Samarinești. W 2011 roku liczyła 98 mieszkańców.